# 南相馬警察署
南相馬警察署（みなみそうまけいさつしょ）は、福島県警察が管轄する警察署の一つである。

## 管轄区域
- 南相馬市
- 相馬郡飯舘村

## 所在地
- 福島県南相馬市原町区高見町一丁目262

## 沿革
- 1871年（明治4年）：宇多警察署（現：相馬警察署）の原分署として開署
- 1921年（大正10年）：原町警察署として昇格
- 1985年（昭和60年）：現在地に移転新築
- 2006年（平成18年）1月：市町村合併に伴い「南相馬警察署」に改称

## 交番

### 南相馬市
- 駅前交番 - 南相馬市原町区旭町2丁目27番地の2

## 駐在所

### 南相馬市
- 太田駐在所 - 南相馬市原町区益田字塩釜25番地の2
- 小高駐在所 - 南相馬市小高区東町1丁目121番地
- 鹿島駐在所 - 南相馬市鹿島区西町1丁目128番地
- 上真野駐在所 - 南相馬市鹿島区浮田字上浮田19番地
- 北長野駐在所 - 南相馬市原町区北長野字北原田269番地の2

### 飯舘村
- 飯舘駐在所 - 相馬郡飯舘村草野字大師堂12番地の1